# Crowley (Teksas)
Crowley – miasto w Stanach Zjednoczonych, w stanie Teksas, w hrabstwach Tarrant i Johnson.

## Demografia
Według przeprowadzonego przez United States Census Bureau spisu powszechnego w 2010 miasto liczyło 12 838 mieszkańców, co oznacza wzrost o 71,9% w porównaniu do roku 2000. Natomiast skład etniczny w mieście wyglądał następująco: Biali 76,5%, Afroamerykanie 13,3%, Azjaci 1,5%, pozostali 8,7%.